# Euphorbia donii
Euphorbia donii es una especie fanerógama perteneciente a la familia de las euforbiáceas. Es originaria del Himalaya hasta el Tíbet, donde se distribuye en China (en Xizang), Bután, India (en Himachal Pradesh) y Nepal.

## Taxonomía
Euphorbia donii fue descrita por Robertus Cornelis Hilarius Maria Oudejans y publicado en Phytologia 67(1): 45. 1989.
Etimología
Euphorbia: nombre genérico que deriva del médico griego del rey Juba II de Mauritania (52 a 50 a. C. - 23), Euphorbus, en su honor – o en alusión a su gran vientre –  ya que usaba médicamente Euphorbia resinifera. En 1753 Carlos Linneo asignó el nombre a todo el género.
 donii: epíteto otorgado en honor del botánico escocés David Don (1799-1841).
Sinonimia
- Euphorbia longifolia D.Don
- Tithymalus longifolius Hurus. & Yu.Tanaka	[5][6]